# Tarifa (Espanha)
Tarifa é uma cidade e sede de município da Espanha na província espanhola de Cádis, comunidade autónoma da Andaluzia. Tem uma área total de 419 km² e em 2021 tinha 18 466 habitantes (densidade: 44,1 hab./km²).
Em Tarifa fica a Punta de Tarifa ou Ilha de las Palomas, o ponto mais meridional da Europa continental. Desde Tarifa se avista facilmente a ponta norte de Marrocos, com especial destaque para a cidade de Tânger, para onde partem frequentemente ligações de carreiras fluviais a partir de Tarifa e de Algeciras.
Devido aos ventos constantes, é considerada a capital mundial do windsurf e do kitesurf.
Uma das atividades turísticas mais marcantes de Tarifa é a observação de baleias e golfinhos (em castelhano: avistamiento de cetáceos; em inglês: whale watching). São excursões de barco  que duram 2 horas e se navega pelo estreito de Gibraltar. Das 7 espécies que podem ser observadas 4 são residentes: golfinho-comum-de-bico-curto, golfinho-listrado, golfinho-roaz e baleia-piloto-de-aleta-longa e 3 são migratórias: orca, cachalote e rorqual-comum.
| Variação demográfica do município entre 1991 e 2004 | Variação demográfica do município entre 1991 e 2004 | Variação demográfica do município entre 1991 e 2004 | Variação demográfica do município entre 1991 e 2004 |
| --------------------------------------------------- | --------------------------------------------------- | --------------------------------------------------- | --------------------------------------------------- |
| 1991                                                | 1996                                                | 2001                                                | 2004                                                |
| 14512                                               | 14993                                               | 15670                                               | 16743                                               |